# Bernard (syn Karola Młota)
Bernard (ur. ok. 720) - nieślubny syn Karola Młota i jego konkubiny Ruodhaid. Nie wiadomo nic o nim pewnego, ponad to, że dowodził częścią armii Franków swojego bratanka Karola Wielkiego podczas kampanii we Włoszech. Kiedy Karol Wielki przeszedł przełęcz Moncenisio, to Bernard przeszedł z częścią sił przez Przełęcz Świętego Bernarda. 
Prawdopodobnie miał dwóch synów, którzy żyli za czasów Ludwika Pobożnego byli to:
- Wala (zmarł 835) był głównym doradcą Lotara I podczas jego buntu przeciwko ojcu
- Adelhard lub Adalard, opat Corbie